# Krisztina Raksányi
Krisztina Raksányi (ur. 26 września 1991 w Altöttingu) – węgierska koszykarka, reprezentantka kraju, występująca na pozycjach rzucającej ub niskiej skrzydłowej, obecnie zawodniczka Clarinos Teneryfa.

## Osiągnięcia
Stan na 26 kwietnia 2023, na podstawie, o ile nie zaznaczono inaczej.

### Drużynowe
- Mistrzyni Węgier (2010 ,2014)[3][4]
- Wicemistrzyni Węgier (2007, 2008, 2011, 2013)[5][6][7][8]
- Brązowa medalistka mistrzostw Węgier (2009, 2012, 2016)[9]
- Zdobywczyni Pucharu Węgier (2009, 2010, 2014)[3][4]
- Finalistka Pucharu Węgier (2008, 2011, 2013)
- Uczestniczka międzynarodowych rozgrywek:
  - Euroligi (2006–2011, 2012–2014)
  - Eurocup (2013–2022)
  - Ligi Światowej FIBA (2007 – 5. miejsce)[10]

### Indywidualne
(* – nagrody przyznane przez portal eurobasket.com)
- Zaliczona do I składu najlepszych nowo przybyłych zawodniczek ligi węgierskiej (2010)*[3]

### Reprezentacja
Seniorska
- Uczestniczka:
  - mistrzostw Europy (2015 – 17. miejsce, 2017 – 12. miejsce, 2019 – 7. miejsce)
  - kwalifikacji do Eurobasketu (2011, 2013, 2017, 2019, 2021, 2023)

Młodzieżowe
- Uczestniczka mistrzostw Europy:
  - U–16 (2006 – 12. miejsce, 2007 – 8. miejsce)
  - U–18 dywizji B (2008, 2009)